# Potential Breakup Song
「Potential Breakup Song」（ポテンシャル ブレイカップ ソング）は、日本の女性歌手、鈴木亜美のコラボレーション企画“join”の5枚目のシングル。

## 解説
- 2007年11月28日にavex traxよりリリース。前作シングル『FREE FREE/SUPER MUSIC MAKER』から、3ヶ月ぶりにリリース。CD、CD+DVDの2形態で発売。ジャケットもそれぞれ異なっている。。
- 今作は初の海外アーティストとの“join”作品になった。本人が出演している映画『エクスクロス～魔境伝説～』の主題歌、アメリカの音楽グループAly & AJの原曲『Potential Breakup Song』（こわれそうな愛の歌）を日本語カヴァーした。歌詞の意味は統一させながらも日本語詞で表現を変えている。
- 日本のDJ、ハウス・クラブミュージシャンSUGIURUMN初のプロデュース作。
- 後に2原曲ともは"join"2枚目のアルバム『DOLCE』に収録された。
- 8thシングル「Like a Love?」以来、久しぶりにシングル曲のインストゥルメンタル楽曲が収録された。

## 収録曲

### CD
1. Potential Breakup Song
鈴木亜美 joins Aly & AJ
作詞：Fumihito Morita and ami / 作詞・作曲：Aly Michalka・Antonina Armato・Tim James / 編曲：Sugiurumn
主演映画『エクスクロス～魔境伝説～』主題歌、Aly & AJの同名曲の日本語カバー。
2. feel the beat
鈴木亜美 joins Sugiurumn
作詞・作曲・編曲：Sugiurumn
3. Potential Breakup Song(Sugiurumn Remix)
鈴木亜美 joins Aly & AJ
4. Potential Breakup Song(Instrumental)
鈴木亜美 joins Aly & AJ

### DVD
1. Potential Breakup Song（Music clip）

## 収録アルバム
- Potential Breakup Song
  - 『DOLCE』
- feel the beat
  - 『DOLCE』(アルバムバージョン)